# Кравчучка

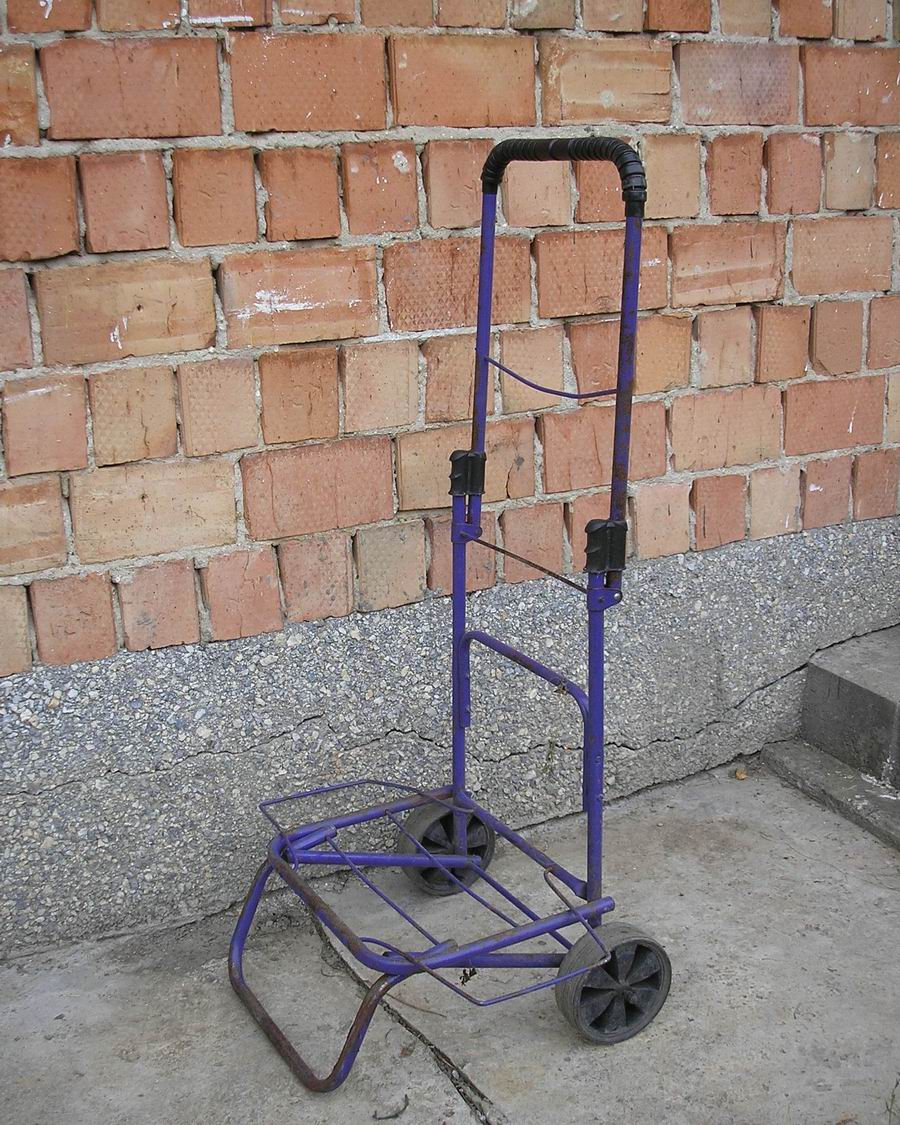
тележка "Кравчучка"

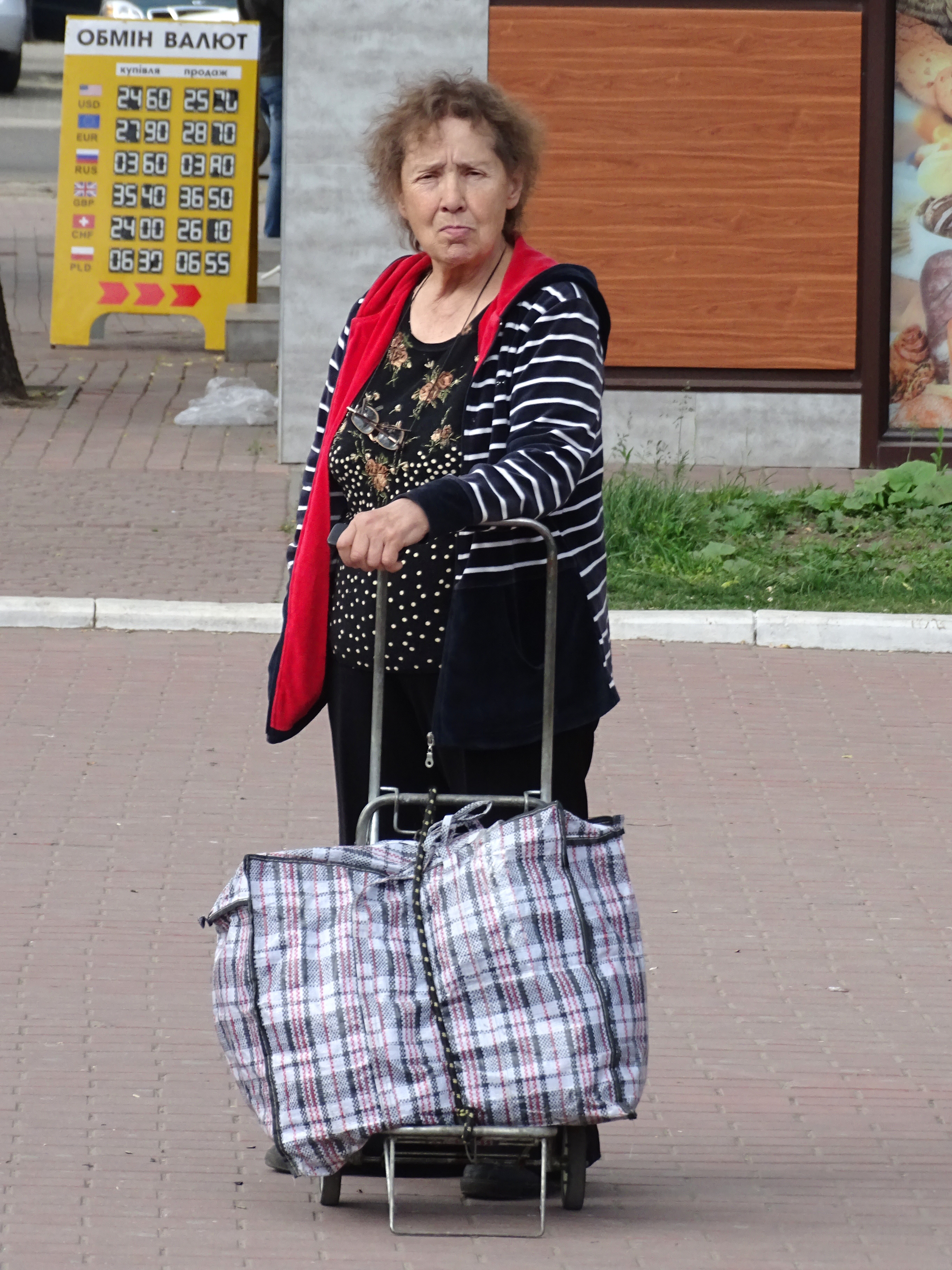
Женщина с сумкой на тележке-кравчучке, Одесса, 10 мая 2016 года.

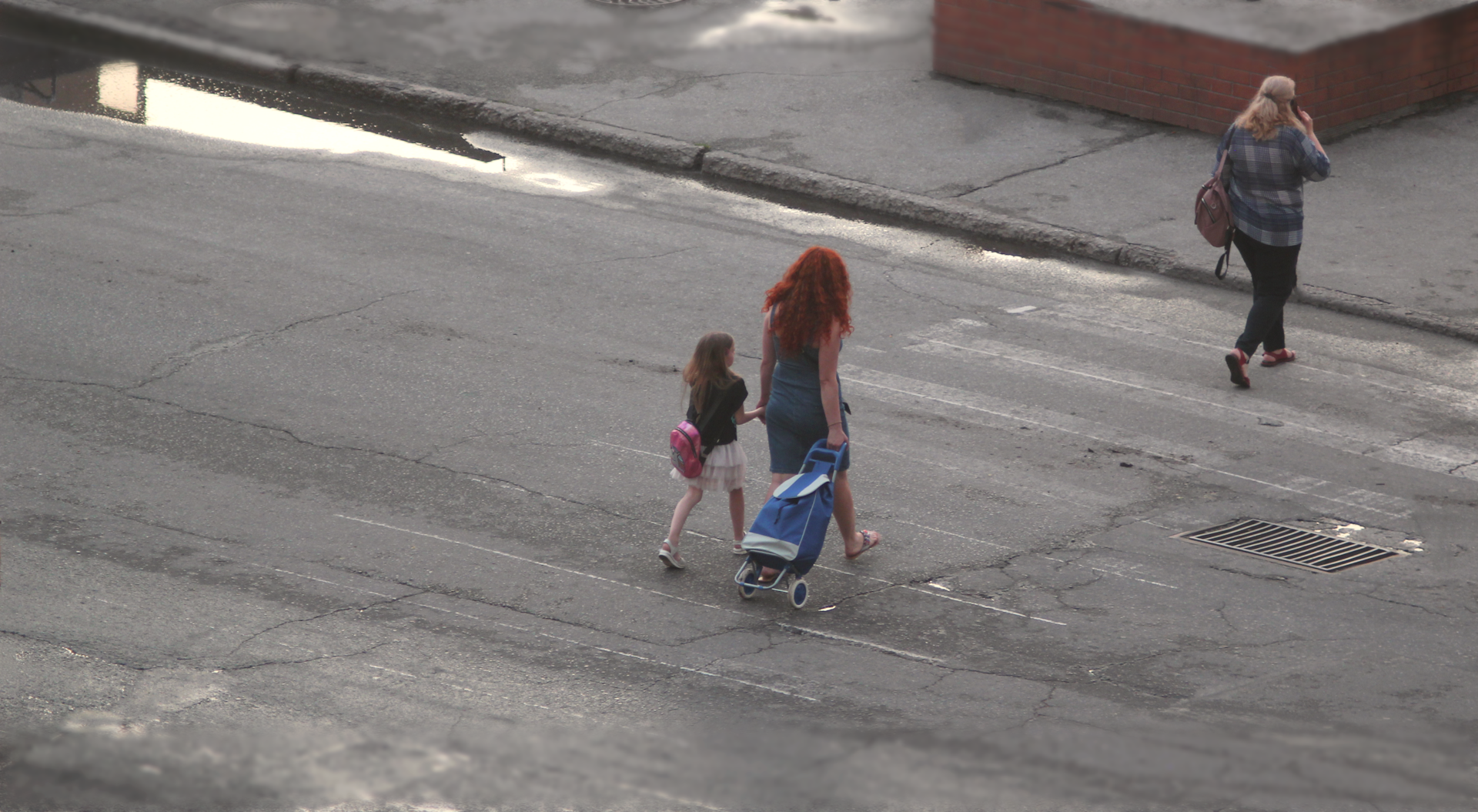
Женщина с дочкой и сумкой на колёсах, тоже иногда в народе называемой кравчучкой, из-за схожести с тележкой, но такие сумки есть во многих странах мира

«Кравчу́чка» (вариант — «кучмово́з») — шутливое название (преимущественно на территории Украины) разновидности ручной тележки для перевозки грузов, которая представляет собой складную L-образную раму с двумя колёсами, на которую кладётся сумка, мешок или ящик. 
В отличие от других средств перевозки (повозки, тележки, тачки, чемодана, рюкзака), «кравчучка» удачно сочетает простоту изготовления, компактность (сложенная тележка умещается в небольшом пакете) и грузоподъёмность (правильно сделанная бытовая тележка выдерживает нагрузку до 100 килограммов. Грузовая специальная техника схожего типа может проектироваться, в зависимости от нужд и предназначений, на любой вес, которым рабочий или рабочие способны орудовать вручную, включая мраморные или бетонные плиты весом в многие сотни килограммов, станки и прочую производственную технику, габаритные листы металла или стекла).

## История
По данным газеты «Волынь», изобретателем тележки типа «кравчучка» является инженер-конструктор киевского авиазавода Алексей Сергеев. Первую тележку он разработал и собрал в 1983 году. Кравчучки получили широкое распространение в начале 90-х годов XX века. Чаще всего использовались дачниками и челноками (мелкими оптовыми торговцами) — своеобразные страты общества, появившиеся и сразу ставшие довольно многочисленными в первые годы после распада Союза ССР.
Название произошло от фамилии первого президента Украины Леонида Кравчука, в период правления которого «челночество» приобрело массовый характер. Позднее, после смены президента Украины, «кравчучку» стали называть «кучмовоз», но это название широкого распространения не получило. Отчасти потому, что первое название прочно укоренилось в народе, ведь массовое челночничество в конце 1990-х годов пошло на спад.
«Кравчучки» часто изготовлялись кустарным способом в домашних условиях, но наибольшее распространение получили тележки фабричного производства. Первые «кравчучки» стали выпускать на киевском авиазаводе в 1991 году, позже их производство было налажено и на других заводах, в том числе военных, в рамках конверсии.
На Украине Виталием Мосейчуком в 2011 году была изобретена «велокравчу́чка» — разборный гибрид ручной тележки и велосипеда, — в результате получился универсальный грузовой велосипед.[значимость факта?]

## «Кравчучка» в фольклоре и искусстве
Благодаря удобству и компактности кравчучка приобрела огромную популярность среди украинцев. О ней распространялось много поговорок, стихов и анекдотов.

На ринку жінка симпатична 
Лаштує тачку чи візок.
Погодьтеся, картина звична:
Малого бізнесу зразок.
«Кравчучка», — хтось лукаво гляне,
А жінка по прилавку — грюк:
«Це — винахід мого Степана,
І ні до чого тут Кравчук!»— Вадим Скомаровский «Кравчучка».
Альманах киевских сатириков и юмористов.
Примерный перевод:

На рынке гарная дивчина
С тележкой возится своей.
Совсем обычная картина
Про мелкий бизнес всех мастей.

«Кравчучка» — кто-то метко шутит,
А дама — по прилавку стук:
«Изобретение — Степана,
И ни при чём тут ваш Кравчук!»
Также в рифмованном фольклорном двустишии иронично описывается конструкция кравчучки:

Два колёсика и ручка
Называются — кравчучка.
Перед парламентскими выборами 2006 года, в связи с появлением оппозиционного блока «Не так!», членом которого являлся экс-президент Л. Кравчук, получил распространение анекдот о том, что политсовет СДПУ(о) решил переименовать кравчучки — отныне они будут называться «нетачками».